# レスター・デヴァルー (第6代ヘレフォード子爵)
第6代ヘレフォード子爵レスター・デヴァルー（Leicester Devereux、1617年 - 1676年12月1日）は、イングランド貴族。

## 生涯
第5代ヘレフォード子爵ウォルター・デヴァルーと2人目の妻エリザベス（トマス・ナイトリーの娘、マシュー・マーティンの未亡人。1658年以前に死去）の間の次男（長男エセックスは2度結婚したが、1640年2月20日に1女を残して死去）として、1617年に生まれた。
父の死去日は不明であるが、1658年1月にレスターを「ヘレフォード子爵」と呼称したイプスウィッチ教区の記録が残っている。
イングランド王政復古のため1660年5月3日に貴族6名がチャールズ2世のもとに派遣され、ヘレフォード子爵もそのうちの1人だった。
1676年、カンバーランド公ルパートの乗馬連隊の大尉に任命された。1676年12月1日に死去、1677年1月2日にサッドボーンで埋葬された。同名の息子レスターが爵位を継承した。

## 家族
1642年6月6日、エリザベス・ウィシプール（Elizabeth Withypoole、1669年6月27日埋葬、サー・ウィリアム・ウィシプールの娘）と結婚した。
1670年ごろ、プリシラ・キャッチポール（Priscilla Catchpole、1681年2月12日埋葬、ジョン・キャッチポールの娘）と再婚した。
- レスター（1674年ごろ – 1683年2月12日埋葬） - 第7代ヘレフォード子爵[1]
- エドワード（1675年ごろ – 1700年8月9日） - 第8代ヘレフォード子爵[1]